# Abdalqadir as-Sufi
Abdalqadir as-Sufi (født som Ian Dallas i Ayr i Skotland 1930, død 1. august 2021) var en sufistisk sheikh og leder af  Darqawi-Shadhili-Qadiri Tariqa, grundlægger af Murabitun World Movement og forfatter af mange bøger om islam, sufisme og politiske teorier. Han blev født i Skotland og var, før sin omvendelse til islam i 1967, dramatiker og skuespiller.
| Biografi | Spire Denne biografi er en spire som bør udbygges. Du er velkommen til at hjælpe Wikipedia ved at udvide den. |

1. ↑  Navnet er anført på svensk og stammer fra Wikidata hvor navnet endnu ikke findes på dansk.